# Xavier Vernetta i Gallart
Xavier Vernetta i Gallart (Barcelona, 11 d'octubre de 1956) és un professor de literatura, crític literari, traductor i escriptor català.
Llicenciat en Història Contemporània i Filologia Catalana per la Universitat de Barcelona, Vernetta ha publicat al voltant d'una quinzena d'obres narratives en català, que abasten gèneres com les narracions curtes, la novel·la per a adults, la novel·la juvenil o el conte infantil, entre d'altres. L'any 2003 va rebre ex aequo el Premi de Narrativa de la Fundació Enciclopèdia Catalana per Parlem d'amor, i l'any 2007, el Premi Lleida per País de llops. Ha estat traduït al basc.

## Obra literària[5]
Narrativa
- Ara sí que l'he feta bona!. Barcelona: Cruïlla, 1992 [infantil]
- Ai, que caic!. Barcelona: Cruïlla, 1995 [infantil]
- Roberluxtina i la reunió de les bruixes. Barcelona: Cruïlla, 1995 i diverses edicions fins 2018 [infantil]
- Parlem d'amor. Barcelona: Proa, 2006

Novel·la
- L'esbudellador de l'Eixample. Barcelona: Cruïlla, 1993 [juvenil]
- L'home del jaguar blanc : les oportunitats de l'Albert Jofresa/1. Barcelona: La Magrana, 1997 [juvenil]
- 108.3 FM. Jocs de lluna : les oportunitats de l'Albert Jofresa/2. Barcelona: La Magrana, 1997 [juvenil]
- Somni de Tànger. Barcelona: La Magrana, 1997 [juvenil]
- Sense adreça coneguda. Barcelona: Barcanova, 1997 [juvenil]
- N. de Néstor : les oportunitats de l'Albert Jofresa/3. Barcelona: La Magrana, 1998 [juvenil]
- L'Esbudellador de l'Eixample. Barcelona : Cruïlla, 1998 [juvenil]
- Serà de nit. Barcelona: La Magrana, 1999 [juvenil]
- Francis X Jofresa : P.O. Box 1.100, Ansonia Station New York, New York - 10.023. Barcelona: La Magrana, 2000 [juvenil]
- Dies de pluja. Barcelona: Barcanova, 2003
- Jocs de lluna. Barcelona : Barcanova, 2005 [juvenil]
- Parlem d'amor. Barcelona : Proa, 2006
- De què tens por, Bonica?. Barcelona: Barcanova, 2009 [juvenil]
- País de llops. Barcelona: Proa, 2010
- Els Anys salvatges. Barcelona : Saldonar, 2011
- Qui em vol fer mal?. Barcelona : Saldonar, 2015
- El Pare és un Tarambana. Barcelona : Barcanova, 2015 [juvenil]
- Boira, octubre, revolta. Barcelona : Edicions Saldonar, 2019

Estudis literaris
- Jocs textuals. La narració. Barcelona: La Magrana, 1997

Teatre
- Equívoc : ho sento, amic. Barcelona: Associació d'Actors i Directors Professionals de Catalunya, 1992